# Wayne Barnes
Wayne Barnes (Lydney, 20 aprile 1979) è un arbitro di rugby a 15 inglese, internazionale dal 2003.

## Biografia
Nativo del Gloucestershire, Wayne Barnes iniziò a giocare a rugby a 8 anni e ad arbitrare a 15; dopo gli studi in giurisprudenza e una specializzazione da avvocato penalista, divenne a 25 anni il più giovane arbitro professionista della Rugby Football Union, dopo essere già stato, all'età di 21 anni, il più giovane arbitro a essere mai entrato nei quadri tecnici della Premiership.
Divenne internazionale nel 2003, anno in cui diresse alcuni incontri in European Shield; nel 2004 diresse il suo primo incontro in Challenge Cup; nel gennaio 2006 esordì in Heineken Cup (Benetton Treviso - Ulster) e, poco più tardi, diresse il suo primo test match internazionale, nel corso del Cinque Nazioni del Pacifico (Figi - Samoa).
Nella stagione successiva, esordì nel Sei Nazioni 2007 (Italia - Francia) e, in aprile, fu incluso nel gruppo di arbitri per la Coppa del Mondo di rugby 2007 in Francia. Nel torneo ha arbitrato 4 partite dei gironi e il quarto di finale, molto contestato nel post-gara, tra Nuova Zelanda e Francia. È stato anche assistente in una partita dei gironi e quarto uomo (arbitro di riserva) in un'altra. Nella fase finale è stato assistente dell'arbitro di riserva in un quarto di finale e in una semifinale ed è stato designato come quarto uomo nella finale per il 3º posto tra Francia e Argentina.
Nello stesso anno arbitrò anche il suo primo incontro del Tri Nations, Sudafrica - Australia 22-19 a Città del Capo.
Dal suo esordio nel Sei Nazioni, avvenuto nel 2007, è stato designato annualmente nella competizione.
Anche nel Rugby Championship è stato designato annualmente dal 2007 al 2018, e poi nuovamente nel 2023, tranne che per l'edizione del 2008.
Nel 2011 fu selezionato come arbitro per il mondiale in Nuova Zelanda, torneo nel quale ha arbitrato 4 partite dei gironi ed è stato designato anche per la finale del 3º posto tra Galles e Australia, finita 18-21. Nel torneo è stato inoltre assistente in 4 match dei gironi, nel quarto di finale tra Irlanda e Galles e nella semifinale, tra Galles e Francia.
Nel 2013 fu il primo arbitro ad estrarre un cartellino rosso durante una finale di Premiership, quando espulse Dylan Hartley, capitano dei Northampton Saints, che lo aveva insultato pesantemente sul finire del primo tempo. La finale fu vinta dai Leicester Tigers con il punteggio di 37-17. Hartley venne in seguito squalificato per 11 giornate, che gli costarono anche la convocazione con i British and Irish Lions.
Nel 2015 è stato nuovamente selezionato come arbitro per il suo terzo mondiale in Inghilterra. Nella competizione ha arbitrato 3 partite dei gironi, un quarto di finale e la semifinale tra Argentina e Australia, vinta dai Wallabies con il punteggio di 25-19. È stato inoltre designato come assistente in 3 partite dei gironi e nella finale vinta dalla Nuova Zelanda sull'Australia per 34-17.
Nel 2018 ha annunciato di avere l'intenzione di ritirarsi al termine della stagione 2019, per continuare la sua carriera di avvocato, specializzato nelle cause di corruzione. La notizia è stata successivamente smentita.
Il 7 maggio 2019 World Rugby ha annunciato di averlo selezionato come arbitro per il suo quarto mondiale, disputato in Giappone. Definito dalla stampa come uno dei "prescelti" ad arbitrare la sua prima finale, ritenendolo probabilmente al suo ultimo mondiale, la qualificazione dell'Inghilterra non gli ha permesso di essere designato. Nel torneo, infatti, ha arbitrato 4 partite dei gironi, il quarto di finale tra Giappone e Sudafrica ed è stato designato, per la seconda volta, nella finale per il 3º posto. È stato anche assistente in 4 partite dei gironi e nella semifinale tra Galles e Sudafrica. Con la finale per il 3º posto tra Nuova Zelanda e Galles ha raggiunto il suo 90º match internazionale come arbitro, il 21º in un mondiale.
In ambito di club vanta la direzione di 10 finali di Premiership, 3 di Champions Cup (nel 2010, nel 2018 e nel 2022) e 3 di Challenge Cup (2012, 2019 e nel 2023).
A gennaio 2022 ha arbitrato la sua 250ª partita di Premiership (possedeva già il record di partite arbitrate nel campionato inglese dal 2017) e il 5 novembre dello stesso anno ha diretto il suo 100º incontro internazionale, traguardo fino a quel momento raggiunto solamente da Nigel Owens.
Il 10 maggio 2023 viene inserito nella lista degli arbitri del mondiale del 2023 in Francia, giungendo al quinto mondiale consecutivo da arbitro.

### Le critiche neozelandesi
Durante il quarto di finale del mondiale del 2007 tra i padroni di casa della Francia e la favorita Nuova Zelanda, a detta degli All Blacks (e, in seguito, della stampa del loro Paese), commise almeno due errori gravi: l'aver mandato in inferiorità i neozelandesi per 10 minuti a causa dell'ammonizione a Luke McAlister e non essersi reso conto di un passaggio in avanti francese dal quale scaturì una meta fondamentale per la vittoria per 20-18 da parte dei Bleus: alle critiche della stampa fecero seguito anche insulti e minacce di morte da parte di tifosi neozelandesi su vari forum in Rete sebbene l'International Rugby Board, che esaminò l'operato di Barnes, concluse, per bocca del capo della Commissione Arbitrale alla Coppa del Mondo, il neozelandese Paddy O'Brien, che «…pur essendo sbagliata la valutazione del passaggio in avanti… la sconfitta degli All Blacks non è dovuta a quell'errore», aggiungendo: «…sapete che il mio cuore batte per la Nuova Zelanda, ma questo non influisce sul mio giudizio»; relativamente agli insulti e alle minacce, infine, «vorrei dire che non rispecchiano il carattere della nostra gente».
L'esame dell'operato dell'arbitro evidenziò, peraltro, che nel finale di partita vi furono anche due calci piazzati non concessi alla Francia, in una fase in cui questa stava conducendo di due soli punti l'incontro e si trovava, quindi, a rischio di sorpasso da parte neozelandese.
Più di un anno dopo, Barnes arbitrò nuovamente la Nuova Zelanda; accadde nel corso dei test match di fine anno del 2008, quando gli All Blacks sconfissero la Scozia a Edimburgo per 32-6.
Già in quel periodo le polemiche erano scemate e la stessa stampa neozelandese, pur continuando a giudicare Barnes un arbitro inadatto al più alto livello internazionale, aveva riconosciuto che il direttore di gara inglese non era responsabile per l'ennesimo insuccesso degli All Blacks in Coppa del Mondo («Pochi si ricordano di lui [Barnes] e ancor meno credono davvero che la sconfitta neozelandese dell'anno scorso fosse colpa sua … in realtà il ricordo di quella triste domenica mattina sta tutto in una sconclusionata squadra, priva d'idee e senza un solo drop tra i pali o un risolutore tra le file»).
In un'intervista al New Zealand Herald del 2019, a 12 anni dall'accaduto, Barnes, con tono umoristico, si dichiarò sollevato di non esser più l'uomo maggiormente odiato dai neozelandesi, avendo perso tale primato negativo per mano dell'allora presidente degli Stati Uniti d'America Donald Trump.